# Elisabet av Holstein (död 1402)
För andra betydelser, se Elisabet av Holstein.
Elisabet av Holstein, död 1402, var dotter till Gerhard III av Holstein (mördad 1340) och Sofia av Mecklenburg-Werle (död 1339).
Elisabet blev 1361 utsedd till gemål åt svensk-norske kungen Håkan Magnusson (1340-1380) av de svenska stormännen, sedan kungens trolovning med Valdemar Atterdags dotter Margareta brutits, på grund av Valdemars angrepp på Gotland. Hennes skepp kom dock under överresan till Sverige att driva in till danska kusten, och Elisabeth hölls en tid i fångenskap av Valdemar. Genom ändrade politiska förhållanden återupptogs trolovningen mellan Margareta och Håkan varefter Elisabet gick i kloster.
Elisabet beskrivs som claustralis in Elten abbatissa, prius copulata regis Swecie et in mari prohibita [Chronicon Holtzatiæ 19, MGH SS XXI, sida 271] (har gått in i klostret i Elten, tidigare gift med svenske kungen, kan inte gifta sig igen).